# Автоантоним
Автоантоним е дума с две противоположни значения.
Пример за автоантоним е думата уча:
- Уча децата да пишат.  (Тук уча значи обучавам.)
- Уча английски език.  (Тук уча значи изучавам.)

Друг пример за автоантоним е думата сигурно:
- Сигурно е, че ще ходим на море тази година. (Тук сигурно означава несъмнено.)
- Брат ми сигурно пак ще закъснее.  (Тук сигурно означава вероятно, но с известно съмнение.)

Това явление се среща и в други езици. Примери:
- Латинската дума sacer означава както свещен, така и нечестив.
- Английският глагол ravel означава разплитам и заплитам.[3]
- Руският глагол просмотреть означава преглеждам, но също и недоглеждам.
- Немският глагол ausleihen, нидерландският глагол lenen, полският глагол pożyczyć, финският глагол lainata, руският глагол одолжить и българският глагол заемам означават както давам назаем, така и взимам назаем.
- Италианският поздрав ciao (чао) значи и здравей, и довиждане.